# WWE 205 Live
《WWE 205 Live》，简称《205 Live》，是由世界摔角娱乐（WWE）制作的一档职业摔角网络电视节目，参赛者包括205 Live、NXT和NXT UK三大WWE品牌的轻量级选手，体重均在205磅或以下。节目目前于每周五晚《SmackDown LIVE》结束后播出。
节目于2016年11月29日在WWE电视网首播，原定播出时间为周二晚《SmackDown》结束后的晚10点。原定时段播出的谈话节目《Talking Smack》移至晚11点，直至2017年7月停播。2019年10月11日，节目与《SmackDown》同步移至周五晚播出。2022年2月11日，节目最后一集播出，2月18日起由《NXT Level Up》接档。

## 历史

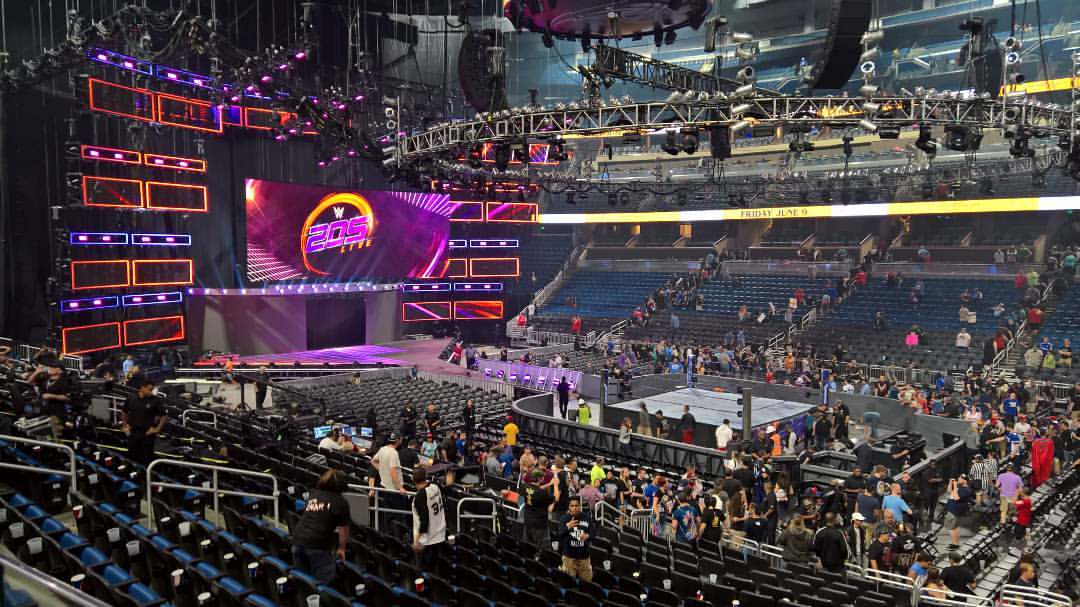
2017年4月4日，《205 Live》在安丽中心举行。

2016年，WWE举行《轻量级经典赛》，安排WWE全职轻量级摔角手及编外摔角手参加，结果播出后大获成功。WWE执行制作人Triple H表示，该节目给轻量级选手搭建比赛舞台，其独特风格有别于WWE其他节目。WWE原计划在2016年的品牌扩张中，将Raw打造成轻量级选手的专属主场，在2016年WWE选秀中将所有轻量级选手抽调到Raw。《205 Live》首播后，轻量级选手同时亮相《Raw》和《205 Live》，也偶尔出现在《NXT》。
节目于2016年11月29日首播，首期节目里奇·斯旺击败布莱恩·肯德里克，成为首任WWE轻量级冠军。
2018年1月，Triple H掌管节目创意部门。1月23日，Triple H作出首项重大变革，安排丹尼尔·布莱恩于下周的节目中，公布节目的首任总经理。总经理人选为德雷克·马维里克（前Impact Wrestling摔角手，擂台名“摇滚明星斯帕德”），他在节目中宣布将要举行的16人锦标赛，用于争夺空置的WWE轻量级冠军，最终塞德里克·亚历山大赢得冠军。随着锦标赛的开始，WWE的轻量级选手只在《205 Live》出场，不再参加《Raw》。
2018年9月，《WWE男女混合赛挑战》第二季播出，《205 Live》由播出形式从直播改为预录（在《SmackDown》直播前录制），在周三《NXT》播出前播出。2019年1月15日，节目改回周二晚10点播出，恢复直播。
《NXT》改到USA电视台播出前夕，NXT主管Triple H于2019年9月告诉《新闻周刊》，《205 Live》已陷入困境，因此旗下的选手会开始转到NXT，逐渐成为NXT的一部分，让NXT赋予轻量级冠军更多的意义，为轻量级选手创造更多机会。后来的消息指《NXT》创意团队已接管《205 Live》，次月轻量级冠军易名为“NXT轻量级冠军”，由两大品牌共享。前轻量级冠军巴迪·墨菲（Buddy Murphy）提到《205 Live》的失败时表示：“我们就是跟着AC/DC出场的本土乐队，观众想要的巨星登场后，我们跟着出现。”
2019年10月4日，节目随《SmackDown》改到星期五晚播出。
2019年10月19日，2019年WWE选秀结束后，《205 Live》和《NXT》的合并正式生效，《205 Live》总经理德雷克·马维里克宣布和NXT总经理威廉·瑞格达成人才交换协议，NXT轻量级选手不再亮相《205 Live》。然而，2020年4月12日，马维里克宣布不再出任《205 Live》总经理，威廉·瑞格将负责轻量级组别。
由于《Raw》和《SmackDown》节目在英国曼彻斯特录制，2019年11月8日的节目改到福赛大学“NXT福赛直播棚”（Full Sail Live）录制。
2020年4月12日，消息指德瑞克·马维里克将参与临时NXT轻量级冠军（Interim NXT Cruiserweight Championship）锦标赛，马维里克本人在Twitter透露自己卸任《205 Live》总经理，就是为了回到擂台比赛（尽管马维里克于4月15日WWE放出）。NXT总经理威廉·瑞格将负责《205 Live》和《NXT》的管理工作。
2019冠状病毒病美国疫情期间，节目于2020年3月起随WWE其他节目搬到WWE表演中心举行。2020年8月，为配合WWE的“WWE雷霆顶”系统，改到安丽中心驻场，随后和NXT一同回到表演中心，在“资本摔角中心”（Capital Wrestling Center）摄影棚录制。
2022年2月11日，是該節目的最後一集播出，之後時段將由新的節目《WWE NXT Level Up》取代。